# Tito II Ricordi
Tito Ricordi, detto anche Tito II Ricordi per distinguerlo dal nonno omonimo (Milano, 17 maggio 1865 – Milano, 30 marzo 1933), è stato un editore musicale italiano, direttore della Casa Ricordi.

## Biografia

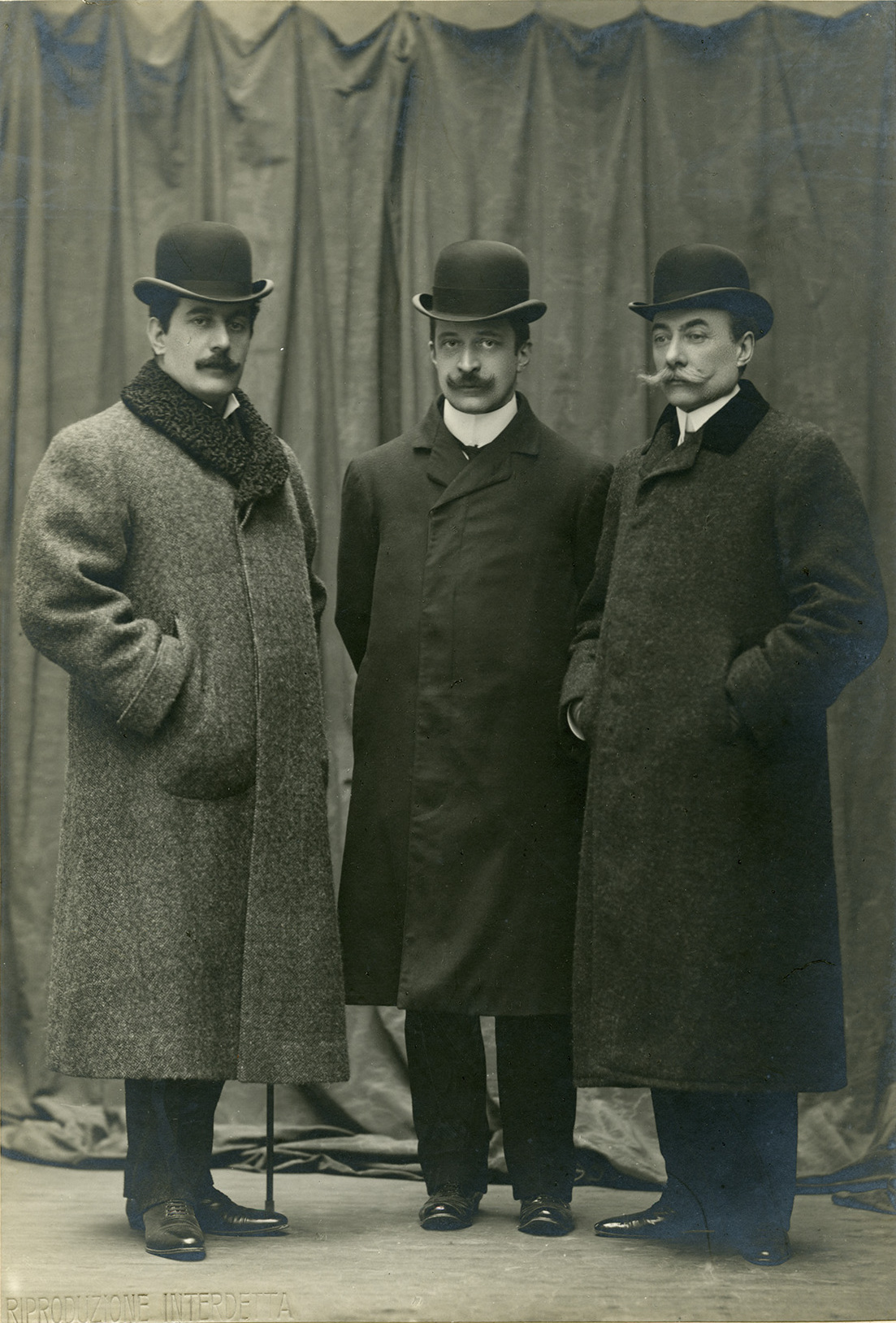
Tito II Ricordi con Giacomo Puccini e André Messager

Laureato in ingegneria nel 1889, si dedicò sin da subito all'azienda studiando l'organizzazione economica della vita teatrale viaggiando attraverso Germania, Francia, Inghilterra e Stati Uniti. Si sposò con Carla Righetti che morì pochi anni dopo.
L'apporto di Tito II all'azienda si contraddistinse per il suo contributo prettamente tecnico dal momento che introdusse, nel 1891, la cromolitografia e assunse la direzione delle Officine Ricordi. Dopo la morte del padre Giulio Ricordi nel 1912, divenne il direttore di Casa Ricordi. Per prima cosa mise fine alla pubblicazione della rivista Ars et labor perché aveva obiettivi più ampi: voleva trasformare Casa Ricordi in un riferimento internazionale importante per il panorama della musica classica. Si dedicò specialmente a far emergere le opere teatrali di Casa Ricordi. Viene considerato come il padre della moderna regia lirica e introdusse il divieto di far accedere alcuna persona alle prove generali di un'opera.
Fu particolarmente interessato ai giovani rappresentanti del teatro musicale come Riccardo Zandonai, Italo Montemezzi e Franco Alfano. Organizzò anche delle tournée internazionali che resero Casa Ricordi conosciuta in tutto il mondo. Portò l'opera Madama Butterfly negli Stati Uniti, dove venne rappresentata per sei mesi, e organizzò i viaggi di successo di Giacomo Puccini a Buenos Aires e New York. Nel 1919, a seguito della stasi che si era prodotta a causa della prima guerra mondiale, cedette la direzione della casa editrice a Carlo Clausetti.
Morì a Milano il 30 marzo 1933.